# Apistodon
Apistodon — вимерлий рід опосумів (Didelphimorphia), що жили в пізній крейді Північної Америки.